# 1360 Tarka
Az 1360 Tarka (ideiglenes jelöléssel 1935 OD) a Naprendszer kisbolygóövében található aszteroida. Cyril Jackson fedezte fel 1935. július 22-én, Johannesburgban.